# Alex Mighten
Alexander Cole „Alex“ Mighten (* 11. April 2002 in Hartford) ist ein englischer Fußballspieler, der bei San Diego FC unter Vertrag steht. Der Flügelspieler bestritt zudem mehrere Länderspiele für englische Nachwuchsnationalmannschaften.

## Karriere

### Verein
Der im US-amerikanischen Hartford geborene Alex Mighten entstammt der Jugendabteilung von Nottingham Forest. Dort spielte er in diversen Altersklassen und am 20. Juni 2018 unterzeichnete er seinen ersten Zweieinhalbjahresvertrag, den er an seinem 17. Geburtstag antrat. In der Saison 2019/20 trainierte er erstmals mit der ersten Mannschaft mit. Am 24. September 2019 debütierte er bei der 0:5-Ligapokalniederlage gegen Nottingham Forest für die Herren, als er in der 78. Spielminute für Yuri Ribeiro eingewechselt wurde. Am 13. Dezember 2019 unterschrieb er seinen ersten professionellen Vertrag bei den Reds. Seinen ersten Einsatz in der zweithöchsten englischen Spielklasse bestritt der Flügelspieler am 22. Februar 2020 (34. Spieltag) beim 0:0-Unentschieden gegen die Queens Park Rangers, als er in der 71. Spielminute Adama Diakhaby ersetzte. Zum Ende der Saison wurde er vermehrt als Verstärkung für die Offensive eingewechselt, da die aufstiegsambionierte Mannschaft in der Schlussphase meist nicht auf Siegkurs lag. Aufgrund dieser Serie an sieglosen Spielen, rutschte Forest am letzten Spieltag auf den siebten Tabellenplatz und verpasste damit einen Platz in den Aufstiegs-Play-offs. Mighten kam in dieser Spielzeit zu acht Ligaeinsätzen in der zweitklassigen EFL Championship. In der EFL Championship 2021/22 stieg Mighten mit seinem Verein in die Premier League auf. 
Da seine Einsatzchancen aufgrund zahlreicher Neuverpflichtungen gering ausfielen, verlieh ihn Nottingham Ende August 2022 an den Drittligisten Sheffield Wednesday. Nach insgesamt 14 Pflichtspieleinsätzen dort kehrte Mighten im Januar 2023 wieder nach Nottingham zurück, konnte sich dort jedoch im Laufe der Rückrunde nicht durchsetzen. In der folgenden Saison wurde er im September 2023 erneut ausgeliehen und spielte für den belgischen Erstligisten KV Kortrijk, ehe die ursprünglich für die komplette Saison angesetzte Leihe im Januar 2024 vorzeitig beendet wurde. Es folgte eine weitere Leihe an den englischen Drittligisten Port Vale. 
Am 30. August 2024 wechselte Alex Mighten in sein Geburtsland USA und unterzeichnete einen Vertrag bei San Diego FC.

### Nationalmannschaft
Alex Mighten spielte von Dezember 2016 bis Mai 2017 vier Mal für die englische U15-Nationalmannschaft. Zwischen Juli 2017 und April 2018 bestritt er neun Freundschaftsspiele für die U16. Anschließend war er bis März 2019 für die U17 im Einsatz, für die er in 10 Länderspiele vier Tore erzielen konnte. Im September 2019 wurde er U19-Nationalspieler.

## Persönliches
Alex Mightens Taufpate ist der ehemalige englische Nationalspieler Des Walker, der in seiner Karriere eine lange Zeit für Nottingham Forest gespielt hat.